# Steven Paxton
Steven Errol Paxton (Altus (Oklahoma), 1951) is een Amerikaans componist, muziekpedagoog en slagwerker.

## Levensloop
Paxton studeerde van 1969 tot 1977 aan de Universiteit van Noord-Texas in Denton (Texas) en behaalde aldaar zijn Bachelor of Music en zijn Master of Music. Zijn studies voltooide hij aan de Texas Tech University te Lubbock (1979-1981) waar hij promoveerde tot Ph.D. (Philosophiæ Doctor). 
Aan de Texas Tech University in Lubbock was hij professor in muziek van 1981 tot 2000. Vervolgens was hij van 2003 tot 2009 hoofd van de afdeling voor hedendaagse muziek aan het College of Santa Fe nu: Santa Fe University of Art and Design. Sindsdien concentreert hij zich vooral op het componeren en is als dirigent van de koor van de Moriarty High School in Moriarty (New Mexico) bezig. 
Hij ontving studiebeurzen, prijzen en onderscheidingen van de National Endowment for the Arts, de Helene Wurlitzer Foundation, de American College Theater Festival en de Atlantic Center for the Arts.

## Composities

### Werken voor orkest
- 2003 A Hamlet Overture, voor orkest

### Werken voor harmonieorkest
- 1983 Hiri Chants
- Elijah and the Prophets of Baal

### Muziektheater

#### Opera's
| Voltooid in | titel         | aktes | première                                                               | libretto                                                                         |  |
| ----------- | ------------- | ----- | ---------------------------------------------------------------------- | -------------------------------------------------------------------------------- |  |
| 2001        | Bellini's War |       | 19 oktober 2001, Lubbock, Texas Tech University Center's Allen Theatre | William Wenthe gebaseerd op het boek "Interlude in Umbarger" van Donald Williams |  |

#### Toneelmuziek
- 1992 The Comedy of Errors - tekst: William Shakespeare
- 1993 The Two Gentlemen of Verona - tekst: William Shakespeare
- The Diary of Perpetua, een monodrama voor mezzosopraan, harp en slagwerk
- Cablegram: The Dundee Telegrams

### Kamermuziek
- 1979 Strijkkwartet nr. 1 "Of Mice and Men"

### Werken voor slagwerk
- hmmm... an overture,, voor slagwerkensemble

### Elektronische muziek
- Orbiting junk
- What kind of astronaut are you?

### Pedagogische werken
- Patterns and Poses, voor solo trombone